# هاري ليون
هاري ليون (بالإنجليزية: Harry Lyon)‏ هو موسيقي وكاتب أغاني نيوزلندي، ولد في 1950.

## وصلات خارجية
- هاري ليون على موقع IMDb (الإنجليزية)
- هاري ليون على موقع ميوزك برينز (الإنجليزية)
- هاري ليون على موقع أول ميوزيك (الإنجليزية)
- هاري ليون على موقع ديسكوغز (الإنجليزية)